# Gylippus
Gylippus es un género de arácnido  del orden Solifugae de la familia Gylippidae.

## Especies
Las especies de este género son:
- Gylippus afghanensis
- Gylippus afghanus
- Gylippus bergi
- Gylippus caucasicus
- Gylippus cyprioticus
- Gylippus dsungaricus
- Gylippus ferganensis
- Gylippus krivokhatskyi
- Gylippus lamelliger
- Gylippus monoceros
- Gylippus oculatus
- Gylippus pectinifer
- Gylippus quaestiunculoides
- Gylippus quaestiunculus
- Gylippus shulowi
- Gylippus spinimanus
- Gylippus syriacus
- Gylippus yerohami